# ديفيد برينر
ديفيد برينر (بالإنجليزية: David Brenner)‏ هو مونتير أمريكي، ولد قرابة سنة 1962 في الولايات المتحدة.

## وصلات خارجية
- ديفيد برينر على موقع IMDb (الإنجليزية)
- ديفيد برينر على موقع ألو سيني (الفرنسية)
- ديفيد برينر على موقع أول موفي (الإنجليزية)
- ديفيد برينر على موقع قاعدة بيانات الأفلام السويدية (السويدية)
- ديفيد برينر على موقع قاعدة بيانات الفيلم (الإنجليزية)
- ديفيد برينر على موقع كينوبويسك (الروسية)